# Willi Gall

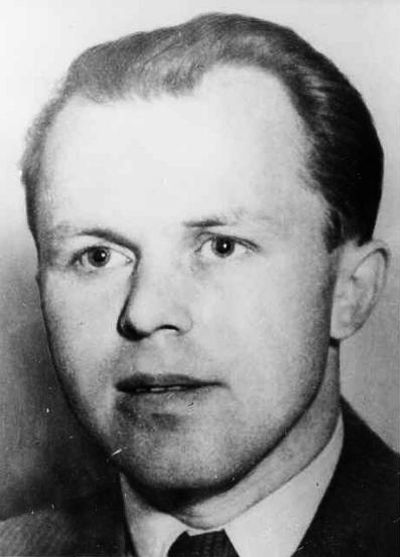
Willi Gall

Willi Gall (* 3. Oktober 1908 in Falkenstein/Vogtl.; † 25. Juli 1941 in Berlin-Plötzensee) war ein deutscher Kommunist und Widerstandskämpfer gegen den Nationalsozialismus.

## Leben
Gall, Sohn eines Klempners, arbeitete als Dreher, Metallarbeiter und Beifahrer. Er trat 1929 der Kommunistischen Partei Deutschlands (KPD) bei und war in der Ortsgruppe Pethau bei Zittau aktiv. 1932 wurde er in den dortigen Gemeinderat gewählt. Ab 1932 war er Mitglied der KPD-Unterbezirksleitung Zittau und dort verantwortlich für Agitation und Propaganda.
Gall emigrierte im April 1933 in die Tschechoslowakei. Von 1934 bis 1938 arbeitete er in Prag und sicherte als Kurier die Verbindung nach Zittau. Ab 1938 als Instrukteur der Abschnittsleitung „Zentrum“ der KPD tätig, reiste er mehrmals illegal von der Tschechoslowakei, Dänemark und Schweden aus nach Berlin. Seine Aufgabe bestand in erster Linie darin, feste Zellen und selbstständig arbeitende Parteileitungen in den Betrieben und Bezirken aufzubauen und die Verbindungen zu ihnen zu verstärken.
Im September 1939 in Berlin wurde er vom deutschen Überfall auf Polen überrascht und blieb in der Stadt, um im ehemaligen KPD-Unterbezirk Berlin-Süd die illegale Arbeit zu organisieren. Mit Gruppen aus den südöstlichen Stadtteilen Berlins fertigte Gall eine Reihe von Flugblättern an und gab im November 1939 eine Nummer der Berliner Volkszeitung heraus. Im Dezember 1939 wurde Gall mit über hundert weiteren NS-Gegnern aus Berlin-Adlershof verhaftet.
Am 23. Januar 1941 wurde er vom Volksgerichtshof zum Tod verurteilt und ein halbes Jahr später in Plötzensee auf dem Schafott ermordet.

## Ehrungen

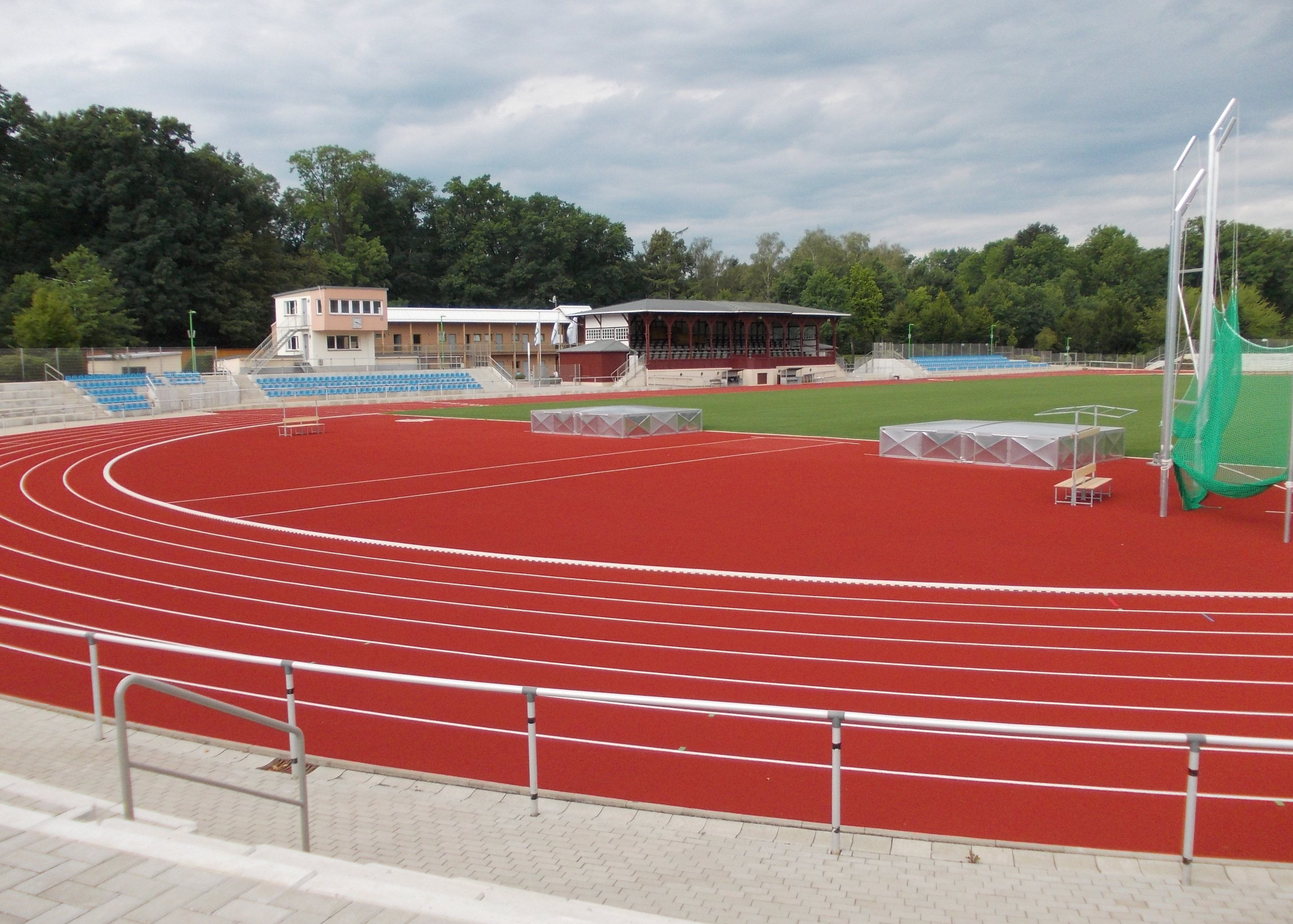
Das ehemalige Willi-Gall-Stadion heute

In der DDR wurde Willi Gall als Antifaschist und Widerstandskämpfer geehrt:
- In der Gedenkstätte der Sozialisten ist sein Name auf der großen Porphyr-Gedenktafel verzeichnet.
- Die 13. Polytechnische Oberschule (POS) in Berlin war nach Gall benannt.
- Das heutige Weinauparkstadion in Zittau hieß von 1955 bis Anfang der 1990er Jahre Willi-Gall-Stadion.
- Das Pionierbataillon 11 (PiB-11) der Nationalen Volksarmee (NVA) in Zeithain erhielt am 7. Oktober 1988 den Ehrennamen „Willi Gall“.
- Noch heute trägt in Oberseifersdorf eine Straße seinen Namen.